# Rådet för allmänna frågor och yttre förbindelser
Rådet för allmänna frågor och yttre förbindelser (engelska: General Affairs and External Relations Council, GAERC), även känt som GAERC-rådet och formellt rådet (allmänna frågor och yttre förbindelser), var en av konstellationerna inom Europeiska unionens råd fram till dess att Lissabonfördraget trädde i kraft den 1 december 2009. GAERC-rådet ersattes då av rådet för allmänna frågor och rådet för utrikes frågor. 
GAERC-rådet sammanträdde i regel en gång i månaden och bestod vanligtvis av medlemsstaternas utrikesministrar. Vid vissa sammanträden deltog även medlemsstaternas EU-, försvars-, bistånds- eller handelsministrar. Europeiska kommissionen företräddes av olika kommissionsledamöter beroende på vilken sakfråga som skulle diskuteras. Ordförande var den rådsmedlem som företrädde ordförandelandet.
Från och med juni 2002 hölls separata sammanträden för att diskutera allmänna frågor respektive yttre förbindelser. Allmänna frågor innefattade till exempel unionens utvidgning, den fleråriga budgetramen och andra institutionella eller administrativa frågor, samt förberedelserna inför Europeiska rådets sammanträden. Yttre förbindelser innefattade till exempel unionens förbindelser med tredjeländer och den gemensamma utrikes- och säkerhetspolitiken.
GAERC-rådet var en av de tre äldsta konstellationerna jämte rådet för ekonomiska och finansiella frågor och rådet för jordbruk och fiske.